# Chalcoscirtus kirghisicus
Chalcoscirtus kirghisicus là một loài nhện trong họ Salticidae.
Loài này thuộc chi Chalcoscirtus. Chalcoscirtus kirghisicus được Yuri M. Marusik miêu tả năm 1991.